# Jardin botanique de Naples

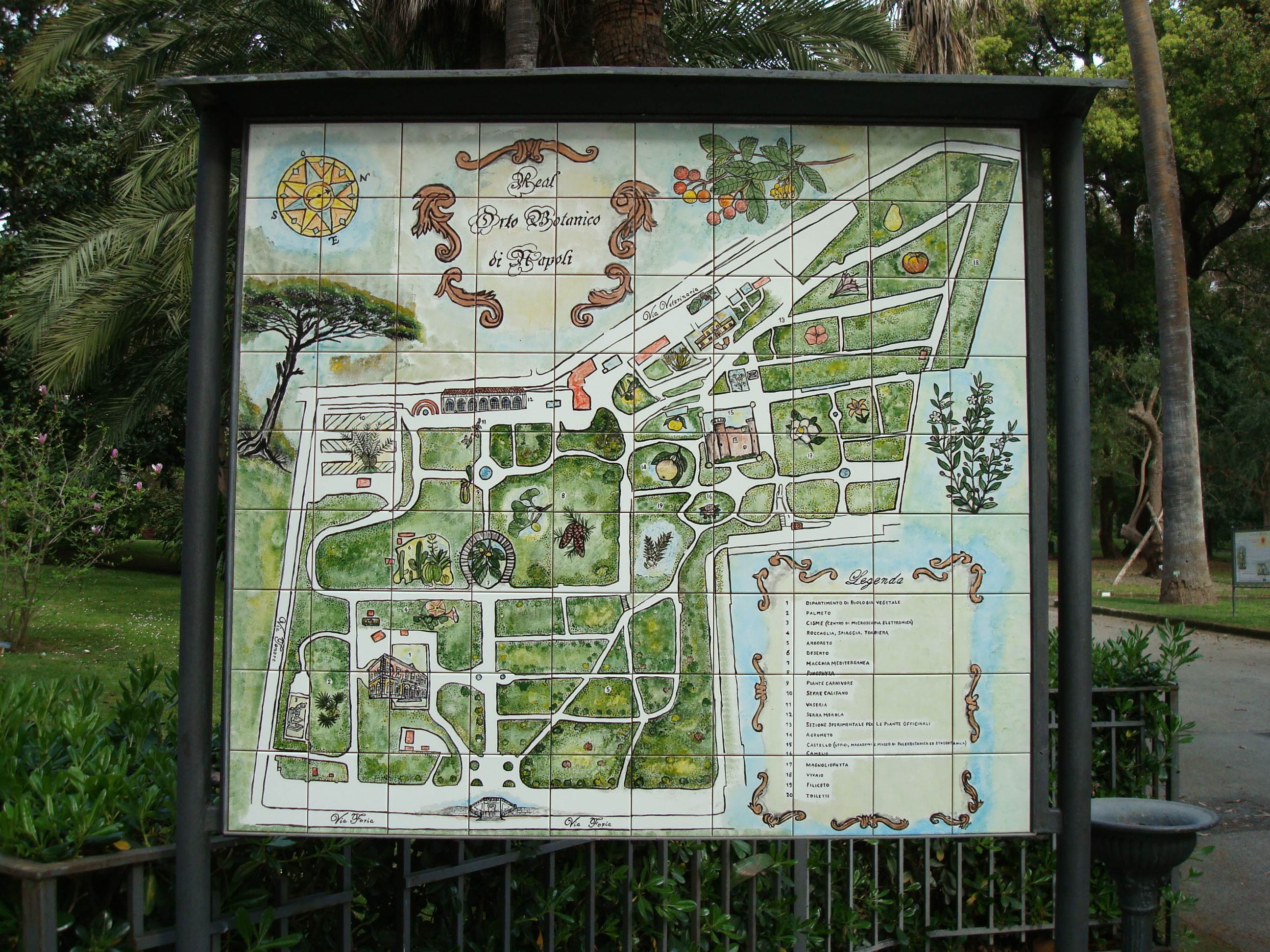
Plan du Jardin botanique de Naples

Le jardin botanique de Naples, également connu sous le nom de Jardins botaniques royaux, dépend de l'université de Naples - Frédéric-II. Il occupe une superficie de 12 hectares dans le quartier de Foria, près de l'hospice royal des Pauvres, et abrite environ 9 000 espèces végétales et près de 25 000 exemplaires. Il est membre du BGCI et son code d'identification international est « NAP ».

## Historique

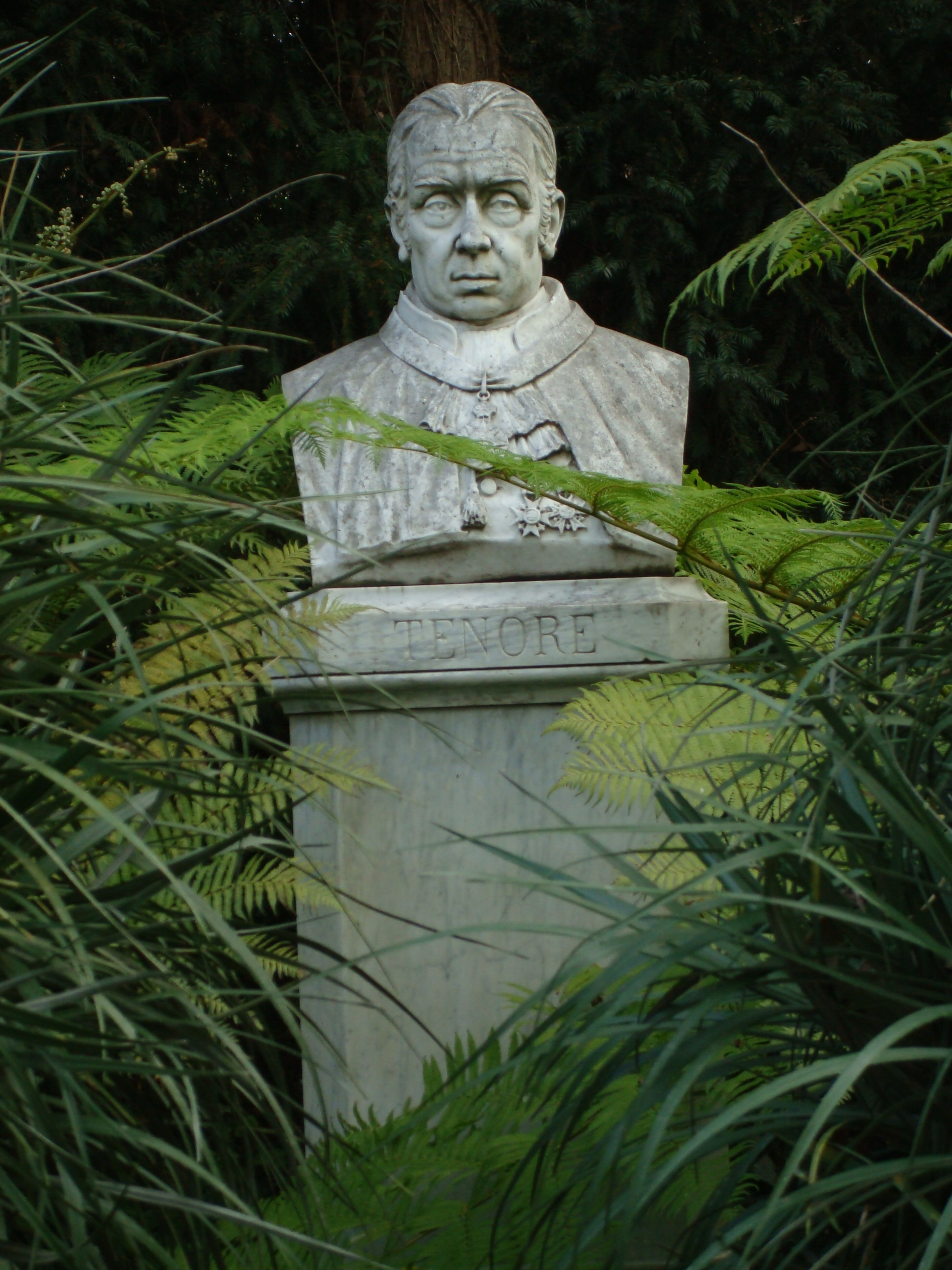
Buste de Michele Tenore au Jardin botanique de Naples

Fondé le 28 décembre 1807 par un décret de Joseph Bonaparte, roi de Naples, le Jardin botanique a été construit sur un terrain qui appartenait aux religieuses de Santa Maria della Pace et à l'hôpital de Cava. En réalité, le projet avait été initialement approuvé par le roi Ferdinand IV de Naples une dizaine d'années auparavant, mais la révolution napolitaine de 1799 en avait empêché la réalisation.
Le projet est l'œuvre de deux architectes. Le premier, Giuliano de Fazio, est l'auteur de la monumentale façade de l'avenue de Foria, de la serre tempérée, et de l'allée menant au château qui date des XVIe et XVIIe siècles. La partie inférieure est due à Gaspare Maria Paoletti.
Le premier directeur du Jardin, qui fut ouvert en 1811, a été Michele Tenore. Nommé dès l'année précédente responsable de l'activité scientifique et des relations extérieures, il accorda une grande importance tant à la recherche qu'à l'enseignement. De nombreuses espèces d'intérêt médicinal, mais aussi des plantes exotiques, furent mises en culture et des contacts furent noués avec les principales institutions botaniques en Europe. Au départ de Tenore en 1860, le nombre des espèces cultivées atteignait déjà presque les 9 000.
Guglielmo Gasparrini, qui succéda à Tenore en 1861, poursuivit l'amélioration du Jardin : il restaura certaines zones en mauvais état et créa une zone destinée à l'acclimatation des plantes alpines. Sous son mandat a également été construite une nouvelle serre chauffée destinée à remplacer celle construite en 1818. Il a aussi développé le musée botanique.
Au décès de Gasparrini en 1866, Giuseppe Antonio Pasquale fut désigné directeur par intérim ; deux ans plus tard, Vincenzo de Cesati devint directeur jusqu'à sa mort en 1883 ; Pasquale occupa alors à nouveau le poste pendant dix ans. Son successeur, Federico Delpino eut beaucoup de peine à maintenir le prestige de l'institution, en effet, il dut faire face durant son mandat à des difficultés économiques considérables.
Frida Cavaro, qui lui succéda en 1906, eut pour objectif prioritaire la relance des activités. Il rénova l'infrastructure et  augmenta les collections, mais, surtout créa la station expérimentale (qui ne fut toutefois intégrée à l'institution que dans les années 1970) et entreprit la construction d'un bâtiment destiné à devenir le nouveau domicile de l'Institut. En 1930, Biagio Longo, reprit le flambeau et c'est lui qui mena à leur terme ces travaux de modernisation. En 1940, il organisa une réunion de la Société botanique d'Italie dans le tout nouveau complexe de la Mostra d'Oltremare.
Ravages causés par les bombardements, vol de fer pour l'usage militaire, arrivée de la population en fuite, décision d'utiliser le terrain pour des cultures alimentaires, reconversion de certaines zones à des fins militaires : telles ont été les conséquences de la Seconde Guerre mondiale sur la vie du jardin botanique de Naples. Joseph Catalano, le successeur de Longo, nommé  directeur après la Seconde Guerre mondiale en 1948, s'est vu confier la restauration du jardin, l'amélioration des outils mis à la disposition des botanistes et la transformation de la "valletta", créée par Gasparrini, dans ce qui aujourd'hui est le filicetum. Dans la même ligne, Valerio Giacomini devint directeur en 1959.
En 1963 commence une période très importante dans l'histoire du Jardin. Sous la direction d'Aldo Merola, le Jardin botanique de Naples a acquis en 1967, l'autonomie économique et administrative, ce qui a permis d'obtenir des fonds supplémentaires pour améliorer la structure : plusieurs serres ont été construites (pour un total de 5 000 m2), ainsi qu'un système de chauffage et un réseau de distribution d'eau. Essentiel fut le travail « politique » de Merola, qui a essayé d'obtenir une aide par le biais de la législation (par ex. création d'un grade de professionnel de haute spécialisation : le jardinier du jardin botanique). Les collections ont été fortement enrichies, en grande partie grâce au travail de Luigi Califano. Les relations avec les principaux jardins botaniques européens ont été renouées et une grande importance a été accordée au rôle de la structure éducative. Un des signes les plus visibles, cependant, de l'œuvre de Merola est le réagencement des collections en fonction de deux critères, systématique et écologique.
Le tremblement de terre du 23 novembre 1980 a fortement affecté le jardin botanique, sous la direction de Joseph Caputo. Une fois de plus, l'infrastructure a servi de refuge pour la population. En 1981, Paolo De Luca devenu directeur a commencé la reconstruction.

### Chronologie des directeurs
- 1810 - 1860: Michele Tenore
- 1860 : Vincenzo Tenore
- 1861 - 1866: Guglielmo Gasparrini
- 1866 - 1868: Giuseppe Antonio Pasquale
- 1868 - 1882: Vincenzo de Cesati
- 1883 : Gaetano Licopoli
- 1883 - 1893: Giuseppe Antonio Pasquale
- 1890 - 1893: Francesco Balsamo
- 1886 - 1890: Fortunato Pasquale
- 1890 - 1893: Francesco Balsamo
- 1893 - 1905: Federico Delpino
- 1905 - 1906: Arnaldo Piutti
- 1906 - 1929: Fridiano Cavara
- 1930 - 1947: Biagio Longo
- 1947 - 1959: Giuseppe Catalano
- 1959 - 1963: Valerio Giacomini
- 1963 - 1980: Aldo Merola
- 1981 : Giuseppe Caputo
- 1981 - 2007: Paolo De Luca
- 2007 -2013 :
- depuis 2014 : Paolo Caputo

## Collections
Les collections sont agencées en fonction de trois critères : systématique, écologique et ethnobotanique.
Collections systématiques
- Pinophyta

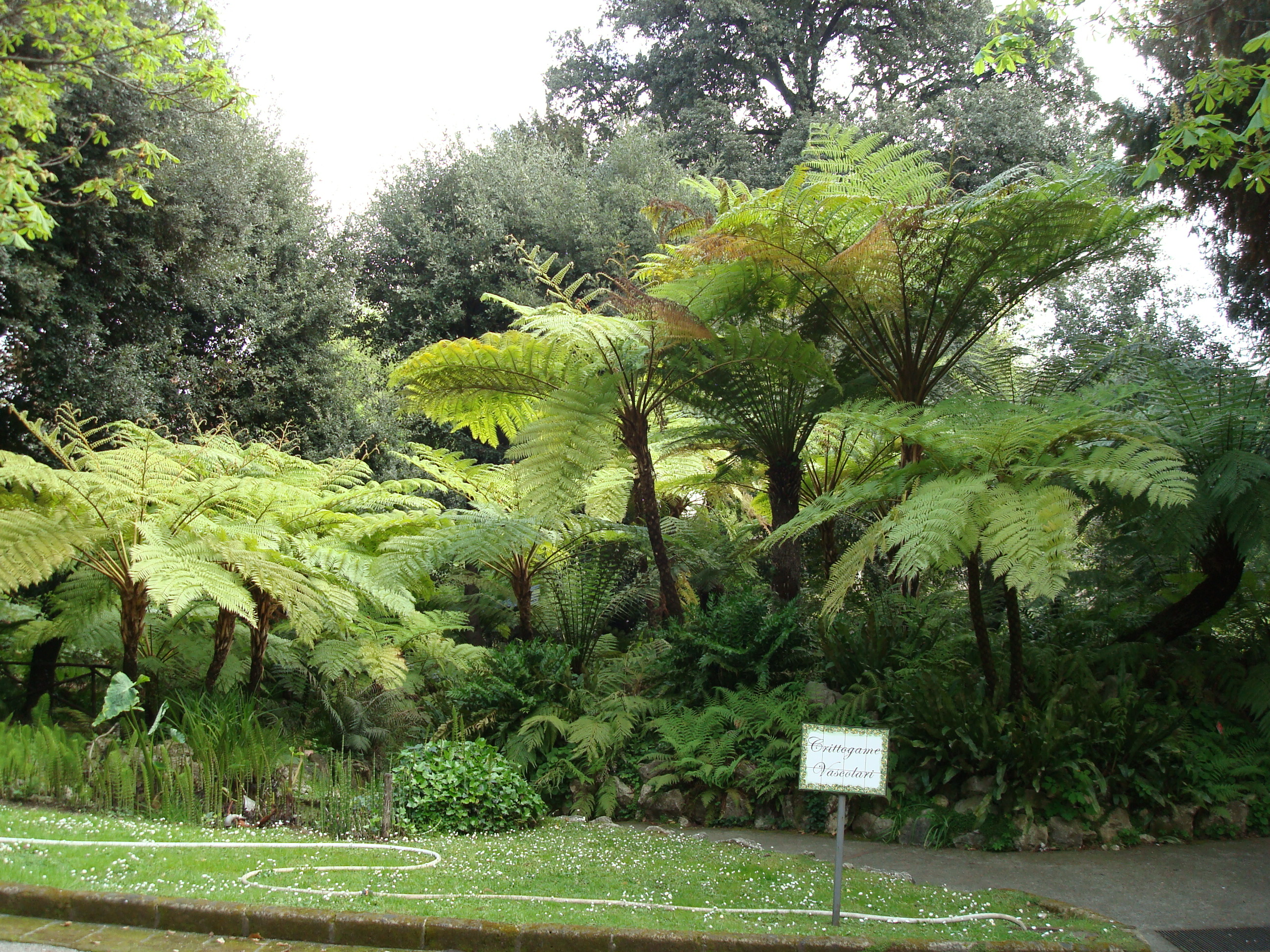
Collection de Cryptogames vasculaires

- filicetum, collection de fougères et plantes alliées (cryptogames vasculaires)
- palmeraie
- Magnoliophyta
- agrumes

Collections écologiques

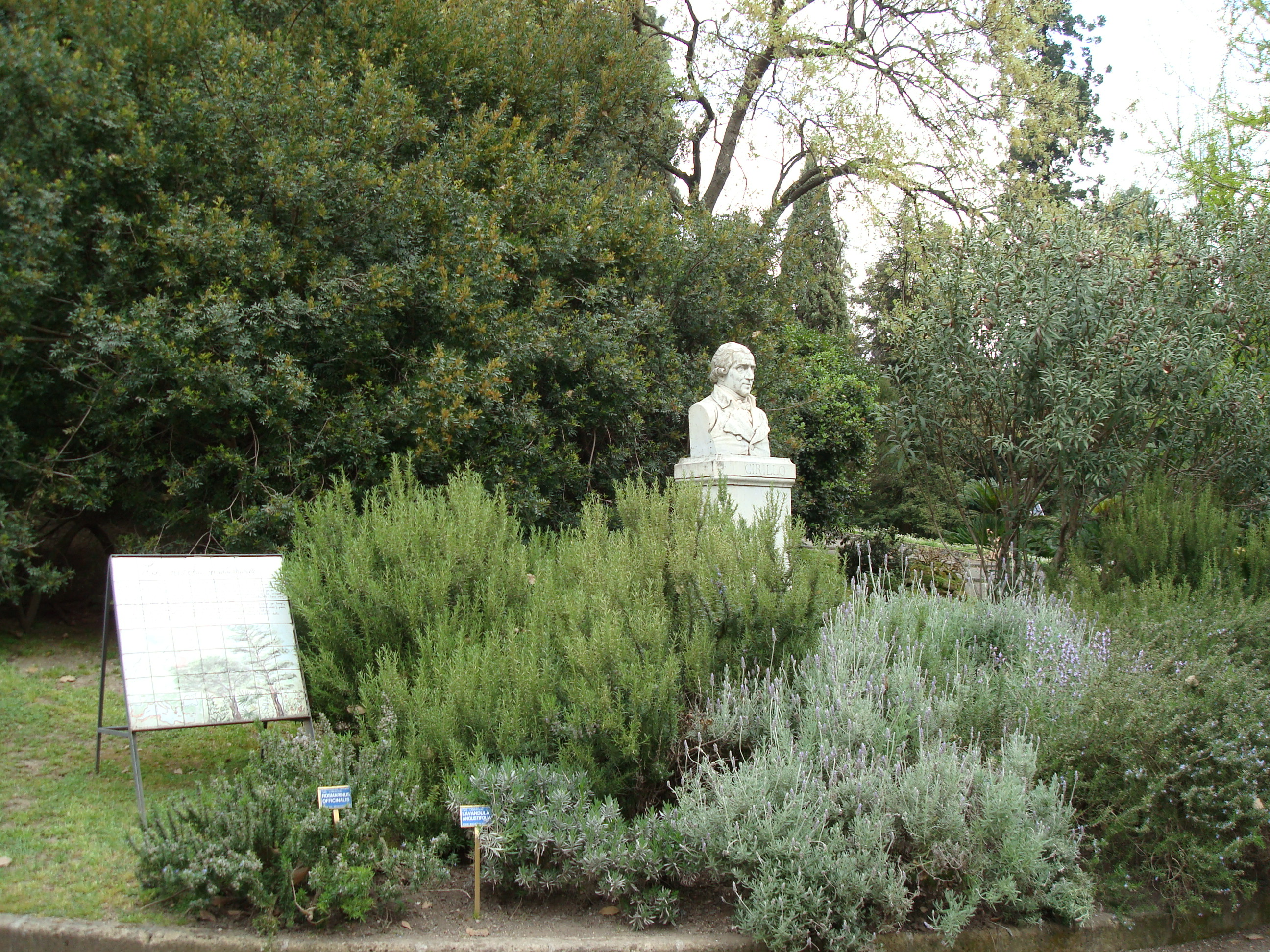
Plantes du maquis méditerranéen et buste de Domenico Maria Leone Cirillo

- zone du désert destinée à accueillir les cactus et plantes succulentes
- plage, végétaux les plus communs sur les plages d'Italie
- tourbière, notamment Cyperaceae
- rocaille, espèces typiques des régions calcaires des Apennins
- maquis méditerranéen
- bassins à hydrophytes

Collections ethnobotaniques
- plantes médicinales
- collections expérimentales

## Château et bâtiments
- Le château, construit entre le XVIe et le XVIIe siècle, a longtemps accueilli l'Institut de botanique, le laboratoire, la bibliothèque, l'herbier et le musée, avant de devenir le siège administratif et technique, et d'héberger le musée de Paléobotanique et d'ethnobotanique.
- Le bâtiment des cultures expérimentales, où sont conservées les semences de nombreuses plantes utiles et des spécimens d'autres plantes.
- Le Centre interministériel des services de microscopie électronique (CISME)
- Le département de biologie végétale de la Faculté des sciences mathématiques, physiques et naturelles de l'université de Naples « Frédéric II ».
- Les serres :
  - serre Merole, initialement appelée serre tempérée,
  - serre Califano,
  - serre des plantes utiles,
  - serre de reproduction et de multiplication.

## Sources
- (it) Cet article est partiellement ou en totalité issu de l’article de Wikipédia en italien intitulé « Orto botanico di Napoli » (voir la liste des auteurs).